# Mount Larrabee
Mount Larrabee ist ein Berg der Skagit Range, etwa 1,4 mi (2,3 km) südlich der Grenze zwischen Kanada und den Vereinigten Staaten in den North Cascades im Whatcom County im US-Bundesstaat Washington. Er liegt unmittelbar südöstlich des American Border Peak in der Mount Baker Wilderness, welche Teil des Mount Baker-Snoqualmie National Forest ist und sich nahe dem North Cascades National Park ausbreitet. Der Berg ist bekannt für seine rötliche Färbung, die auf die Oxidation von Eisen im Gestein zurückgeführt wird. Das Gestein besteht aus rötlichen eingelagerten und gefalteten Phylliten und Grünschiefern. Ursprünglich hieß der Berg Red Mountain. Der Name wurde 1951 zu Ehren von Charles F. Larrabee von der prominenten Familie Larrabee aus Bellingham geändert.
Mount Larrabee kann von der Washington State Route 542 („Mt. Baker Highway“) nahe den Heather Meadows und dem Artist Point, aber auch von auch von Stellen im Fraser River Valley in Kanada aus gesehen werden. Am Ostgrat des Larrabee gibt es eine Reihe scharfer Zacken, die The Pleiades genannt werden. Der Nordgrat leitet zum American Border Peak über. Der Niederschlagsabfluss der Westseite des Berges fließt in den Tomyhoi Lake und den Tomyhoi Creek ab, wogegen die Ostseite des Berges in den Silesia Creek entwässert. Ein (offiziell) unbenannter Gletscher, gemeinhin als Larrabee-Gletscher bekannt, liegt unterhalb der steilen Nordwand. Hangab vom Gletscher aus liegt die Boundary Red Mountain Mine, wo Anfang des 20. Jahrhunderts Gold gefunden wurde. Die Gargett Mine lag am Südwesthang, nördlich des High Pass, doch sie wurde aufgrund der geringen Goldqualität aufgegeben.
Der Gipfel bietet eine atemberaubende Panoramasicht auf Tomyhoi Peak, American Border Peak, Slesse Mountain, Mount Challenger, die Picket Range, Mount Shuksan und Mount Baker. Der Normalzugang erfolgt über die Twin Lakes Road und den High Pass Trail. Der Winchester Mountain Lookout liegt günstig in der Nachbarschaft, um den Larrabee zu fotografieren und Schutz unter einem Dach zu finden, wo auch übernachtet werden kann.